# 天宇盜龍屬
天宇盜龍屬是馳龍科下的一屬恐龍，生存於下白堊紀，約1億2200萬年前。牠們的化石是在中國遼寧西部發現。相較於遼寧的其他馳龍科恐龍，天宇盜龍明顯較為原始。模式標本擁有一些北半球馳龍科所沒有的特徵，之前僅發現於南半球馳龍科及原始鳥翼類。故此，專家認為牠們就是過渡性物種，填補了北半球及南半球馳龍科之間的空隙。相較於其他馳龍科，天宇盜龍的叉骨較為小型，而前肢也較為短。

## 命名
天宇盜龍的學名是來自山東省的天宇自然博物館，這是其正模標本所存放的地方。種小名是為紀念已故古生物學家約翰·奧斯特倫姆（John Ostrom），他在馳龍科（例如恐爪龍）及有羽毛恐龍的研究，有特別貢獻。

## 特徵

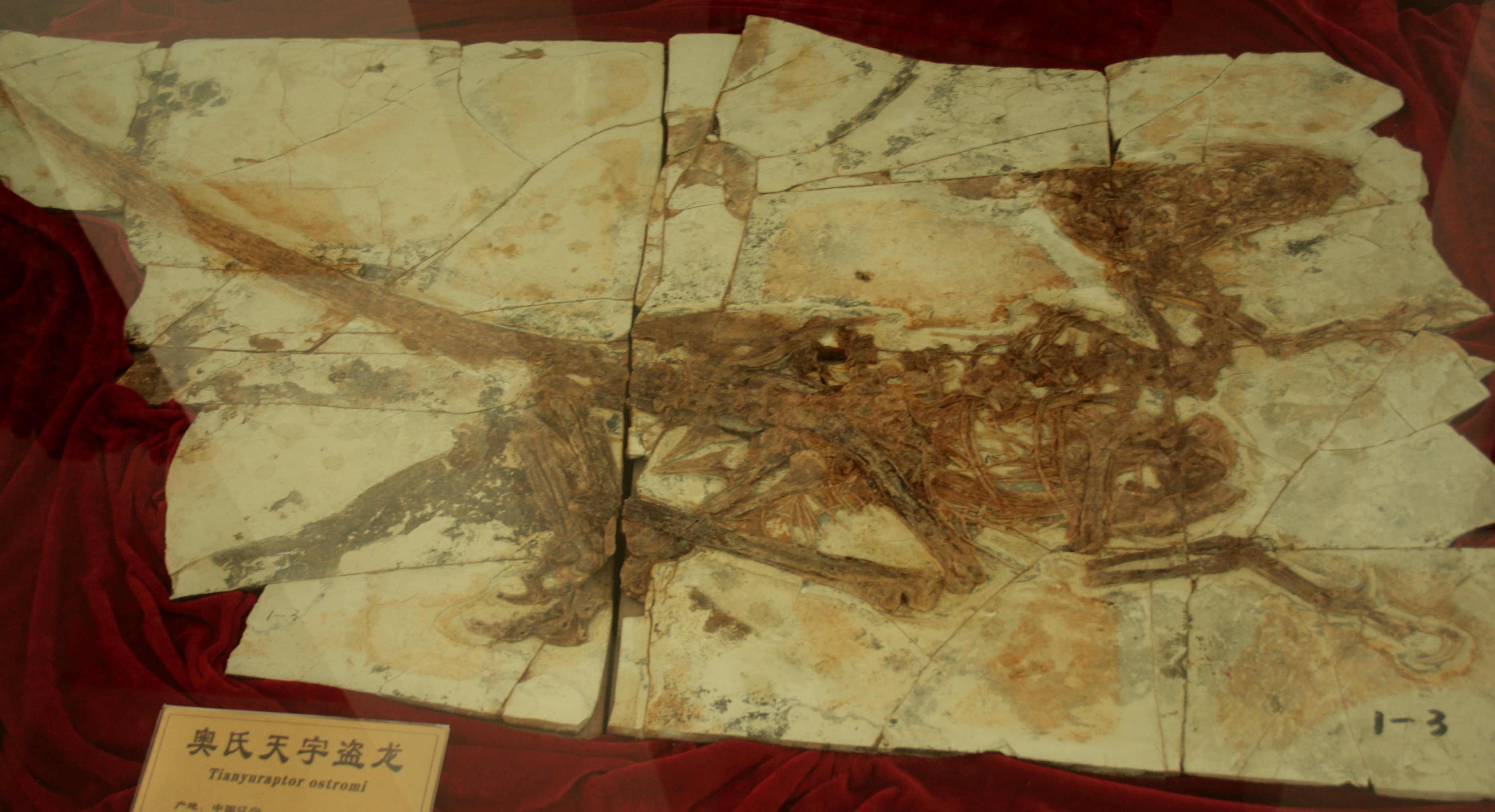
天宇盜龍的正模標本

天宇盜龍是中等身型的馳龍科，根据其正模标本STM 1-3，体长约有1.6米-1.8米。位于辽宁沈阳师范大学的一具天宇盗龙标本尚未得到正式描述，是一具完全成年的标本，其体长在2.1-2.3米左右，是小盗龙亚科最大的成员。这个物种具有幾種獨有的衍生特徵。這些特徵包括：中段尾椎的長度，是背椎長度的2倍、叉骨小型且極為細長、後肢很長，約是背椎總長度的3倍。如同其他的遼寧馳龍科恐龍，天宇盜龍的尾巴相當長，長約96公分，幾乎是股骨長度的4.8倍。
正模標本（編號STM1–3）是一個幾乎完整、關節仍全連接的骨骼，只缺欠了尾巴末端。共有25節尾椎被保存了下來，被認為最多只缺欠了3節末端尾椎。化石是在中國遼寧西部凌源發現，發現於在義縣組的大王杖子層。義縣組是下白堊紀的地層，年代為巴列姆階至阿普第階之間，約1億2970萬到1億2210萬年前。大王杖子層的年代可以追溯至1億220萬年前。這個標本的骨骼發現一些未完全癒合的特徵，因此被推測是一個亞成年個體，因為。天宇盜龍的軟組織並沒有被保存下來，與該地熱河群的其他獸腳類化石不同。

### 四肢
與後肢比較之下，天宇盜龍的前肢相當短，只有後肢的53%。大部分其他馳龍科的前肢/後肢比例，可以多於70%。 
雖然天宇盜龍的體型較小盜龍亞科的大，但後下肢也相對較長，這點與小盜龍亞科相同。但是，大部分其他馳龍科的後下肢卻相當短。天宇盜龍的脛跗骨/股骨比例，大於1.30；而蒙古伶盜龍的脛跗骨/股骨比例，卻少於1.10。除了較長的後肢外，天宇盜龍的前肢也較其他馳龍科的短。例如體型相當的伶盜龍，其手臂與腿的長度比例約為0.75，而天宇盜龍的卻只有0.53。

## 古生物學
與其他馳龍科恐龍相比，天宇盜龍的手臂比例較短，顯示了牠們手臂的用途與其他馳龍科有所不同。小盜龍亞科（如小盜龍）的前肢長而粗壯、具有飛羽，因此被認為具有滑翔能力。不過，天宇盜龍的前肢較短、小型叉骨，及橫向較寬的喙突，都顯示牠們不適合滑翔或飛行。

## 分類
根據徐星等人的種系發生學分析，天宇盜龍是勞亞大陸的基底馳龍科恐龍。牠們似乎擁有一些勞亞大陸馳龍科所沒有的特徵，但這些特徵卻可以在鳥翼類及岡瓦那大陸馳龍科（如南方盜龍、鷲龍、內烏肯盜龍、脅空鳥龍及半鳥）中發現。研究人員亦發現，天宇盜龍擁有一些小盜龍亞科單系群的特徵。由於天宇盜龍混合了這兩種特徵，故研究人員認為天宇盜龍是種原始小盜龍亞科恐龍。若是如此，其他長臂的小盜龍亞科，應該是後來獨自演化出飛行的能力。
不過，研究人員提出另一可能性，天宇盜龍也有可能是勞亞大陸的馳龍科恐龍中，非小盜龍亞科的的原始物種。無論如何，天宇盜龍的發現，提供了更多有關馳龍科早期演化的資料，亦展示了牠們初期的多樣性發展。

## 外部連結
- 天宇盜龍正模標本圖片一（页面存档备份，存于）
- 天宇盜龍正模標本圖片二（页面存档备份，存于）